# Laurent-Guillaume de Koninck
Laurent-Guillaume de Koninck (Lovaina, 3 de mayo de 1809 - 16 de julio de 1887) fue un paleontólogo y químico belga.
Estudió medicina en la Universidad Estatal de Lovaina y se convirtió en un ayudante en la Escuela de Química en 1831. Continuó sus estudios de química en París, Berlín y Giessen, a continuación, enseñó ciencias en Gante y Lieja. Desde 1856 hasta el final de su carrera fue profesor de química en la Universidad de Lieja. 
Desde 1835 dedicó su tiempo libre a los fósiles del periodo Carbonífero  descubiertos en torno a Lieja y fue reconocido por sus investigaciones  de estratigrafía del Paleozoico, sobre todo por sus descripciones de los moluscos, crustáceos y crinoideos de la caliza carbonífera de Bélgica . En reconocimiento a estos trabajos la Geological Society of London le concedió la Medalla Wollaston en 1875. Se convirtió en profesor de paleontología en Lieja.
Su biblioteca fue adquirida por Louis Agassiz (1807-1873), para servir como base para la biblioteca del Museo de Anatomía Comparada de la Universidad de Harvard.

## Obras
- Éléments de chimie inorganique, 1839
- Description des animaux fossiles qui se trouvent dans le terrain Carbonifère de Belgique, 1842-1844, étendu en 1851
- Recherches sur les animaux fossiles, 1847, 1873